# Milica Nikolić
Milica Nikolić –en serbio, Милица Hиколић– (7 de noviembre de 1994) es una deportista serbia que compite en judo. Ganó una medalla de bronce en el Campeonato Europeo de Judo de 2018, en la categoría de –48 kg.

## Palmarés internacional
| Campeonato Europeo | Campeonato Europeo | Campeonato Europeo | Campeonato Europeo |
| Año                | Lugar              | Medalla            | Categoría          |
| ------------------ | ------------------ | ------------------ | ------------------ |
| 2018               | Tel Aviv (Israel)  | Medalla de bronce  | –48 kg             |